# Systemodon
Systemodon — рід ссавців раннього еоцену васатчського віку (≈ 55–50 млн років тому). Це був один із багатьох ссавців, які спочатку вважалися найдавнішими кіньми, давно класифікованими в роду Hyracotherium (широко відомий як Eohippus). Це були тварини розміром із собаку, які за життя були б віддалено схожі на паку, мару чи шевротана (хоча вони були непарнопалими, а не гризунами чи парнопалими). Типовий вид, S. tapirinus, представлений 24 особинами з місцевості під назвою «кишеня Кастільо» у формації Уерфано в Колорадо. Це добре збережене родовище дозволяє дослідникам реконструювати аспекти середовища та спосіб життя виду.

## Палеобіологія
S. tapirinus мешкав у нерівних рідколіссях біля струмків, у середовищі, яке він мав у спільному середовищі з меншим видом перистодактиля, Hyracotherium vasacciense. Інші мешканці цих середовищ включали ранніх приматів, схожих на лемурів і довгоп'ят, і м'ясоїдних креодонтів. Аналіз його зубів і викопного пилку свідчить про те, що хоча системодон не мав високих корінних зубів, необхідних для жування трави, він не їв лісові рослини, як це часто припускали для ранніх копитних, а натомість шукав різнотрав'я та квіти на більш відкритих місцях. І самки, і самці мали збільшені ікла. Скам'янілості показують дві чіткі групи розмірів дорослих, які вказують на статевий диморфізм, причому черепи самців приблизно на 15% більші за жіночі, а ікла на 40% більші. Присутність роду збігається з періодом похолодання та висихання, коли закриті тропічні ліси палеоцен-еоценового термального максимуму поступилися місцем новим, більш відкритим середовищам, подібним до сучасних паркових лісів і саван. Виходячи з порівняння з анатомією та звичками живих копитних тварин, цілком імовірно, що Системодон жив групами самок, збираючись разом, щоб захиститися від хижаків на відкритих просторах або щоб якнайкраще використовувати локалізовані ділянки їжі в змішаному середовищі. Самці найкращого віку, можливо, змагалися один з одним, щоб жити в цих групах, і використовували свої ікла в ритуальних конкурентних битвах або демонстраціях.